# Bogdan Kramer
Bogdan Kramer (ur. 18 kwietnia 1944 w Kiekrzu) – polski żeglarz, żeglarz lodowy, olimpijczyk.

## Życiorys
Członek Jacht Klubu Wielkopolski w Poznaniu. Początkowo żeglarz (klasy: Hornet, FD), później także żeglarz lodowy.
Największe sukcesy odniósł w rywalizacji bojerów klasy DN.
W 1980 Bogdan Kramer brał udział w Igrzyskach Olimpijskich w Moskwie (konkurencje żeglarskie w Tallinnie) w klasie katamaranów Tornado (jako sternik, załogantem był Jarogniew Krüger). Polska załoga zajęła 9. miejsce (na 11 ekip). Był to, jak na razie, jedyny start na Igrzyskach polskiego katamaranu.
Bogdan Kramer pozostał czynnym zawodnikiem klasy DN po ukończeniu 60 lat w 2004.

## Odznaczenia
Mistrz Sportu (1987) odznaczony m.in. czterokrotnie złotym (1978, 1980, 1981, 1984) i trzykrotnie brązowym (1979, 1983, 1987) Medalem za Wybitne Osiągnięcia Sportowe. W lutym 2020 został uhonorowany przez kapitułę Poznańskiej Gali Sportu tytułem Superseniora Poznańskiego Sportu.